# نانسي أثرتون
نانسي أثرتون (بالإنجليزية: Nancy Atherton)‏ (1955، شيكاغو في الولايات المتحدة)؛ مؤلفة، كاتِبة وروائية أمريكية.